# Горино (Саратовская область)
Горино — хутор в Балаковском районе Саратовской области в составе сельского поселения Быково-Отрогское муниципальное образование.

## География
Находится на расстоянии примерно 24 километра по прямой на запад от города Балаково.

## Население
Постоянное население составляло 50 человек в 2002 году (русские 88%) ,  103 в 2010.